# 十日市駅
十日市駅（とおかいちえき）は、かつて長野県北安曇郡池田町にあった池田鉄道の駅（廃駅）である。

## 歴史
- 1926年（大正15年）9月21日：池田鉄道の全通により開業[1]。
- 1938年（昭和13年）6月6日：廃線により廃止[2]。

## 駅構造
単式ホーム1面1線を有した。

## 駅周辺
2025年時点では田畑が目立つ。当駅は現在の池田町営バス十日市場バス停から東に離れた付近に存在した。

## 隣の駅
池田鉄道
安曇追分駅 - 十日市駅 - 会染駅